# Luise von Sachsen-Meiningen

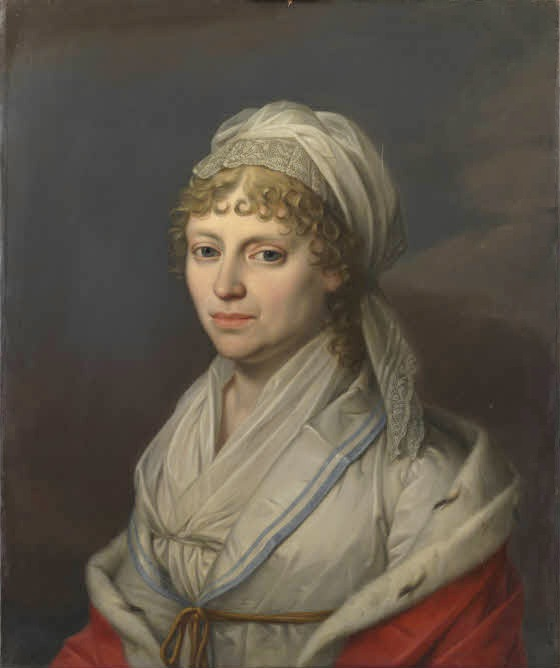
Luise, Landgräfin von Hessen-Philippsthal-Barchfeld

Wilhelmine Luise Christiane von Sachsen-Meiningen (* 6. August 1752 in Frankfurt am Main; † 3. Juni 1805 in Kassel) war eine Prinzessin von Sachsen-Meiningen und durch Heirat Landgräfin von Hessen-Philippsthal-Barchfeld.

## Leben
Luise war eine Tochter des Herzogs Anton Ulrich von Sachsen-Meiningen (1687–1763) aus dessen zweiter Ehe mit Charlotte Amalie (1730–1801), Tochter des Landgrafen Karl I. von Hessen-Philippsthal. Damit entstammte Luise dem Haus Sachsen-Meiningen.
Luise heiratete am 18. Oktober 1781 in Meiningen Landgraf Adolf von Hessen-Philippsthal-Barchfeld (1743–1803). Schon in ihrem Ehevertrag, den ihre Mutter als Vormünderin ihres Bruders Herzog Karl von Sachsen-Meiningen mit Landgraf Adolf abschloss, wurde festgelegt, dass die: “künftige frau Gemahlin über Unsere Prinzen und Prinzessinnen, solange solche minderjährig sind, alleine Vormundschaft und Administration des Unsern fürstlichen Kindern gehörigen Vermögens” innehaben sollte.
Nachdem Luise 1803 Witwe geworden war, konnte sie beim Reichskammergericht unter Vorlage des Ehevertrages die Bestätigung ihrer Vormundschaft über ihre drei Söhne erwirken.

## Nachkommen
Aus ihrer Ehe hatte Luise folgende Kinder:
- Friedrich (1782–1783)
- Karl (1784–1854), Landgraf von Hessen-Philippsthal-Barchfeld

⚭ 1. 1816 Prinzessin Auguste zu Hohenlohe-Ingelfingen (1793–1821)
⚭ 2. 1823 Prinzessin Sophie zu Bentheim und Steinfurt (1794–1873)
- Wilhelm (1786–1834)

⚭ 1812 Prinzessin Juliane Sophie von Dänemark (1788–1850)
- Georg (1787–1788)
- Ernst Friedrich (1789–1850)
- Charlotte (*/† 1794)

## Werke
Im Hessischen Musikarchiv Marburg befindet sich eine große Musikaliensammlung aus dem Haus Hessen-Philippsthal-Barchfeld, mit Werken vornehmlich aus der zweiten Hälfte des 18. Jahrhunderts. Auch Landgräfin Wilhelmine Luise ist dort mit mehreren kleinen Kompositionen vertreten:
- Ich soll den Lichtquell trinken, Lied für Sopran und Cembalo, Es-Dur, HA IV 187
- Sinfonie für Streicher, Flöten und Hörner, D-Dur, HA IV 194
- Menuett für Cembalo, F-Dur, HA IV 306 – verschollen

Interessant ist, dass die meisten der in der Sammlung enthaltenen Kompositionen, u. a. Abschriften von Werken von Johann Adolph Hasse, Johann Christian Bach und Joseph Haydn, in Kleinstbesetzungen notiert sind, dass sie also für die landgräfliche Musikpraxis auf Schloss Wilhelmsburg bestimmt gewesen sein müssen. Das Lied Ich soll den Lichtquell trinken wurde im Jahr 2015 im Rahmen des Festivals Alter Musik in Thüringen, Güldener Herbst, am historischen Ort in Barchfeld erstmals wieder aufgeführt, neben weiteren Kompositionen aus der Barchfelder Musikaliensammlung.